# Dan slobode (Malta)
Dan slobode (malteški: Jum IL-Ħelsien) je malteški nacionalni praznik, koji se slavi 31. ožujka. 
To je obljetnica povlačenja britanskih vojnika i kraljevske mornarice iz Malte 1979. Godine 1971., malteška vlast naznačila je da želi ponovno pregovarati o ugovoru s Ujedinjenim Kraljevstvom. Nakon dugotrajnih i ponekad napetih pregovora, potpisan je novi ugovor o britanskom protektoratu do kraja ožujka 1979. godine. 
Dana 31. ožujka 1979. godine posljednje britanske snage napustile su Maltu. Po prvi put u ovom tisućljeću, Malta više nije bila vojna baza strane sile i postala je samostalna država de facto i de jure.
Spomenik u Birgu (Vittoriosa) obilježava ovaj događaj.